# 그라피냐노
그라피냐노(이탈리아어: Graffignano)는 이탈리아 라치오주 비테르보도에 위치한 코무네다. 로마로부터 북서쪽 80km, 비테르보로부터 북동쪽 20km 거리에 있다.